# Band Aid 20
Band Aid 20 var en konstellation av artister som 2004 samlades för att fira tjuguårsjubileet av Band Aids inspelning av "Do They Know It's Christmas?". En journalist på The Sun föreslog för Bob Geldof och Midge Ure att de skulle organisera en nyinspelning av Band Aid. Till producent rekryterades Nigel Godrich.

## Medlemmar
- Keane
- Paul McCartney
- Sugababes
- Skye Edwards (från Morcheeba)
- Robbie Williams
- Dido
- Jamelia
- Justin Hawkins (från The Darkness)
- Chris Martin (från Coldplay)
- Fran Healy (från Travis)
- Beverley Knight
- Busted
- Ms. Dynamite
- Danny Goffey (från Supergrass)
- Katie Melua
- Will Young
- Natasha Bedingfield
- Snow Patrol
- Shaznay Lewis (från All Saints)
- Joss Stone
- Rachel Stevens
- The Thrills
- Roisin Murphy (från Moloko)
- Lemar
- Estelle
- Divine Comedy
- Feeder
- Dizzee Rascal
- Bono
- Thom Yorke (från Radiohead)
- Midge Ure
- Bob Geldof

### Fotnoter
1. ↑  Fredrik Strage (21 november 2014). ”"Do they know it’s Christmas?" går rakt in i mitt lättlurade hjärta”. Dagens nyheter. http://www.dn.se/kultur-noje/kronikor/fredrik-strage-do-they-know-its-christmas-gar-rakt-in-i-mitt-lattlurade-hjarta/. Läst 6 augusti 2016.